# Ciutadania (publicació)
Ciutadania va ser l'òrgan d'expressió del Partit Republicà Federal de Mallorca, aparegut a Palma el 1930.
De periodicitat setmanal, va tenir un contingut popular i mallorquinista, publicant articles de nacionalistes d'esquerra, republicans radicals lerrouxistes i republicans federals en general, reflectint el conjunt plural d'ideologies que aleshores s'uniren dins el Partit Republicà Federal de Mallorca. A partir de 1931, davant la imminència de les eleccions municipals d'abril, donà suport al Front Únic Antimonàrquic. El seu republicanisme va tenir matisos d'anticlericalisme i es va confrontar amb el regionalisme conservador representat pels seguidors de Cambó a Mallorca. La seva redacció era al Centre Republicà Federal i va ser dirigit per Joan Alomar Cifre. El seu consell de redacció estava format per Marià Aguiló, Daniel A. Palmer, Miquel R. Simonet i Gabriel Meneu i Pinya. Hi col·laboraren, entre altres: Jaume Estela Ateu Martí, Alexandre Jaume, Joan Mas Verd i Eduardo Ortega y Gasset. Feia servir el castellà i el català. Deixà de publicar-se el 1931.